# East Ruston
East Ruston är en civil parish i Storbritannien.   Den ligger i grevskapet Norfolk och riksdelen England, i den sydöstra delen av landet, 180 km nordost om huvudstaden London. Antalet invånare är 497. Arean är 10,1 kvadratkilometer.
Terrängen i East Ruston är mycket platt.